# La Bastide-de-Besplas
La Bastide-de-Besplas (okzitanisch La Bastida de Besplàs) ist eine französische Gemeinde mit 373 Einwohnern (Stand 1. Januar 2022) im Département Ariège in der Region Okzitanien (zuvor Midi-Pyrénées); sie gehört zum Arrondissement Saint-Girons und zum Kanton Arize-Lèze.

## Lage
La Bastide-de-Besplas liegt am Fluss Arize im Norden des Départements Ariège. Nächstgelegene Stadt ist das etwa 28 Kilometer (Luftlinie) östlich gelegene Pamiers; die Großstadt Toulouse ist knapp 70 Kilometer in nördlicher Richtung entfernt. Die Gemeinde ist Teil des Massif du Plantaurel.
Die Gemeinde besteht aus dem Dorf La Bastide-de-Besplas, einigen Weilern (hameaux) und zahlreichen Einzelgehöften.

## Geschichte
Im Jahr 1249 entstand der Ortskern als Bastide. Sie wurde unter den Namen Bastide de Bellopodi, Pasplans und Bastida de bellis planis in mittelalterlichen Dokumenten erwähnt. Die Gemeinde war ein Teil der Grafschaft Foix. Später wurde sie von der Nebenlinie der Grafen von Foix-Rabat regiert. Der Chirurg François De La Bascounète verbreitete die Lehren der Reformation. Ein Teil der Bevölkerung trat zum neuen Glauben über. Die Gemeinde gehörte von 1793 bis 1801 zum District Mirepoix-Pamiers. Zudem lag sie von 1793 bis 1801 im Kanton Daumazan und war von 1801 bis 2015 Teil des Kantons Le Mas d’Azil (1793–1801 unter dem Namen Kanton Mas d’Azis).

## Bevölkerungsentwicklung
| Jahr                       | 1962 | 1968 | 1975 | 1982 | 1990 | 1999 | 2006 | 2012 | 2019 |
| -------------------------- | ---- | ---- | ---- | ---- | ---- | ---- | ---- | ---- | ---- |
| Einwohner                  | 468  | 453  | 403  | 307  | 302  | 294  | 359  | 390  | 383  |
| Quellen: Cassini und INSEE |      |      |      |      |      |      |      |      |      |

Im 19. Jahrhundert zählte der Ort zeitweise über 700 Einwohner. Die zunehmende Mechanisierung der Landwirtschaft führte zu einem kontinuierlichen Absinken der Einwohnerzahlen bis auf die Tiefststände in den 1990er-Jahren.

## Sehenswürdigkeiten
- Kapelle 'Notre-Dame du Bout du Pont von 1662/1663, ein Monument historique[1]
- Kirche Saint-André; erbaut Ende des 14. Jahrhunderts, Restaurierung und Umbauten im 19. Jahrhundert
- Ruinen des Schlosses Château de Baillard
- Fachwerkhäuser im Ortszentrum
- Wegkreuz